# Englische Fußballnationalmannschaft (U-21-Frauen)
Die englische U-21-Fußballnationalmannschaft der Frauen repräsentiert England im internationalen Frauenfußball. Die Nationalmannschaft untersteht der The Football Association und existierte bis 2018 als U-20-Nationalmannschaft, bevor sie im September 2018 aus entwicklungsstrategischen Gründen in eine U-21-Nationalmannschaft umgewandelt wurde. Die bisherige Trainerin Mo Marley war fortan auch für die U-21 verantwortlich.
Die Mannschaft tritt bei der U-20-Weltmeisterschaft, dem einzigen offiziellen Turnier für U-20-Frauenmannschaften im europäischen Kontinentalverband, für England an. Die Qualifikation erfolgt dabei durch die U-19-Nationalmannschaft bei der U-19-Europameisterschaft. Den bislang größten Erfolg feierte die englische U-20- bzw. U-21-Auswahl bei der Weltmeisterschaft 2018 in Frankreich, als sie den dritten Platz belegte.
Da bis 2006 weder von der FIFA noch von der UEFA ein offizieller Wettbewerb für die weibliche Altersklasse U-20 geschaffen worden war, galt in den 1990er-Jahren zudem der Nordic Cup als wichtigster Termin für diese Auswahlmannschaften, sozusagen als inoffizielle Europameisterschaft. England nahm dort aber erst ab 2004 teil und erreichte nie das Finale.

## Turnierbilanz

### Weltmeisterschaft
| Jahr    | Gastgeber       | Platzierung        |
| ------- | --------------- | ------------------ |
| 2002    | Kanada          | Viertelfinale      |
| 2004    | Thailand        | nicht qualifiziert |
| 2006    | Russland        | nicht qualifiziert |
| 2008    | Chile           | Viertelfinale      |
| 2010    | Deutschland     | Gruppenphase       |
| 2012    | Japan           | nicht qualifiziert |
| 2014    | Kanada          | Gruppenphase       |
| 2016    | Papua-Neuguinea | nicht qualifiziert |
| 2018    | Frankreich      | 3. Platz           |
| 12020 1 | Costa Rica 1    | – 1                |
| 2022    | Costa Rica      | nicht qualifiziert |
| 2024    | Kolumbien       | nicht qualifiziert |
| 2026    | Polen           | qualifiziert       |

### Nordic Cup
| Jahr | Gastgeber   | Platzierung        |
| ---- | ----------- | ------------------ |
| 1990 | Schweden    | nicht teilgenommen |
| 1991 | Niederlande | nicht teilgenommen |
| 1992 | Norwegen    | nicht teilgenommen |
| 1993 | Dänemark    | nicht teilgenommen |
| 1994 | Deutschland | nicht teilgenommen |
| 1995 | Finnland    | nicht teilgenommen |
| 1996 | Schweden    | nicht teilgenommen |
| 1997 | Dänemark    | nicht teilgenommen |
| 1998 | Niederlande | nicht teilgenommen |
| 1999 | Island      | nicht teilgenommen |
| 2000 | Deutschland | nicht teilgenommen |
| 2001 | Norwegen    | nicht teilgenommen |
| 2002 | Finnland    | nicht teilgenommen |
| 2003 | Dänemark    | nicht teilgenommen |
| 2004 | Island      | 8. Platz           |
| 2005 | Schweden    | 3. Platz           |
| 2006 | Norwegen    | 6. Platz           |
| 2007 | Finnland    | 5. Platz 2         |
| 2008 | Schweden    | 6. Platz 2         |
| 2009 | Norwegen    | nicht teilgenommen |